# 페라리 F14 T

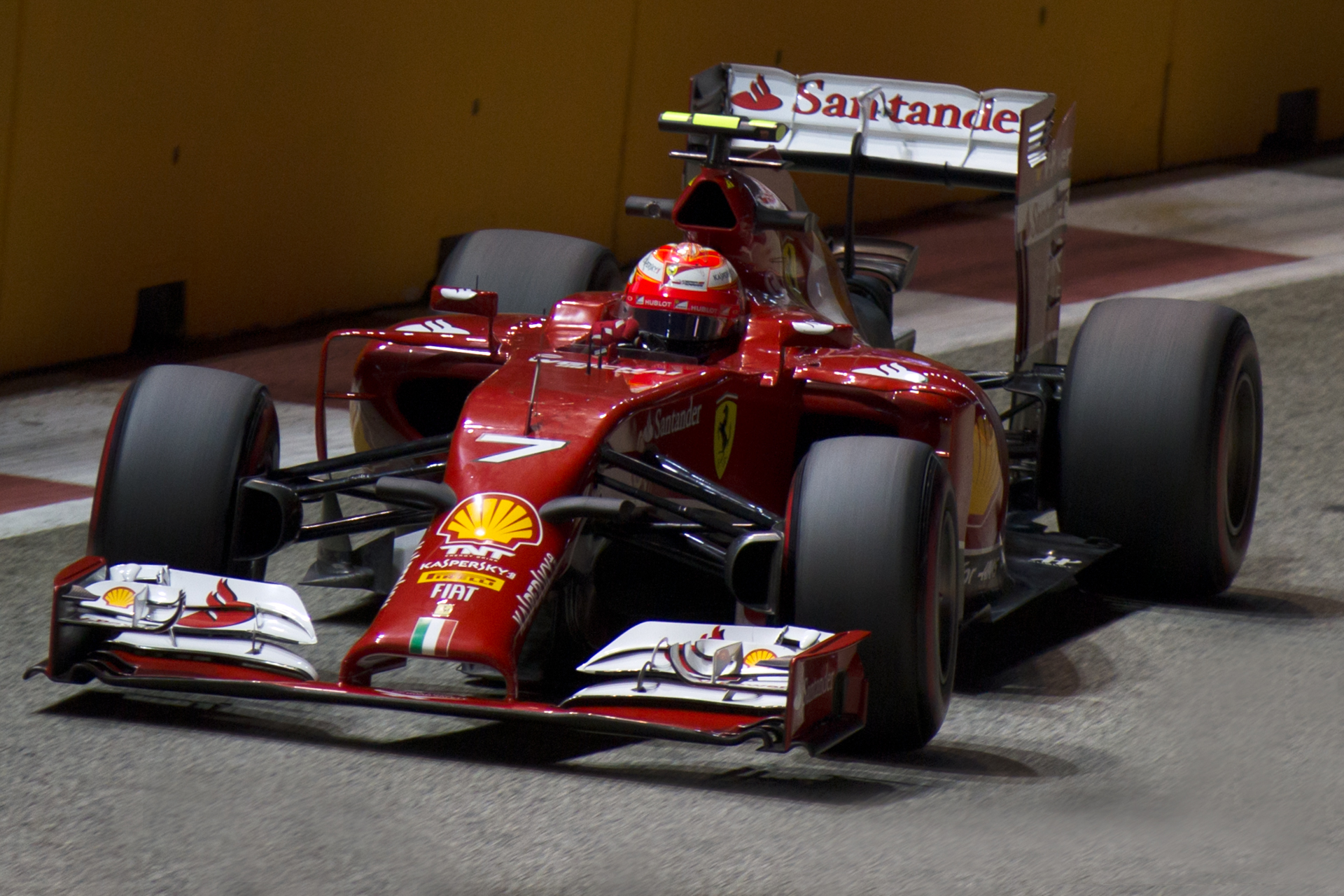
키미 래이쾨넨의 페라리 F14 T

페라리 F14 T는 이탈리아 페라리 F1 레이싱 팀인 스쿠데리아 페라리가 제작한 포뮬러 원 2014년 시즌용 경주차이다.

## 역사
스쿠데리아 페라리, 즉 페라리팀은 F1 경주가 시작된 1950년부터 계속 존재하는 유일한 팀이다. 세계적으로 매우 유명한 스포츠카 회사인 페라리 소속이다. 페라리는 1960년대 자금난으로 1969년 피아트 그룹에 주식 지분 50%를 매각했으며, 1988년 피아트가 90% 지분을 사들여 피아트 그룹의 자회사가 되었다. 피아트 크라이슬러 오토모빌스, 즉 피아트 그룹의 현재 회장은 재벌 5세인 76년생 존 엘칸이다. 삼성전자 이재용 부회장이 존 엘칸의 친구로 피아트 그룹의 사외이사를 오랫동안 맡고 있다.
F14 T은 페라리의 새로운 1.6 리터 6기통 터보차지 엔진인 059/3을 사용한다. 자동차 이름은 팬들이 투표로 지었다. T는 터보차지 엔진을 의미한다.
F14 T는 2014년 1월 25일 공개되었다. 니콜라스 톰바지스, 로리 번, 제임스 알리슨이 설계했다. 소량 주문제작되는 F1 머신은 보통 백억원 정도의 가격이라고 알려져 있다.
1988년 구스타프 브러너가 설계한 F1/87/88C 자동차는 페라리팀의 미셸 알보레토와 게라드 버거가 운전했다. 그 이후 F14 T는 F1 페라리팀의 최초의 터보 파워 자동차이다. 페르난도 알론소와 키미 래이쾨넨이 운전했다. 그러나 알론소가 2차례 시상대에 오른 것이 최고기록의 전부이다. 실패한 자동차였다.
페르난도 알론소는 2005년, 2006년 포뮬러 원 시즌 우승자이며 키미 래이쾨넨은 2007년 우승자이다.
F14 T는 1993년 페라리 F93A 자동차 이후, 그랑프리에서 1승도 못한 최초의 페라리 머신이다.